# بوكويو
بوكويو (بالإنجليزية: Puquio)‏ هي مدينة، تتبع إقليم أياكوتشو، هي عاصمة Lucanas province ‏، وPuquio District ‏، بلغ عدد سكانها 15870 نسمة.

## أعلام
- أوقستو بولو كامبوس